# Adja Tio : À cause de l'héritage
Adja Tio : À cause de l'héritage est un film ivoirien réalisé par Jean-Louis Koula, sorti en 1981.

## Synopsis
Mango, ancien pêcheur, se tourne vers l'agriculture, sur les recommandations de plus en plus pressantes de sa femme Adjoba. Cependant, Mango tombe gravement malade et pour sacrifier à la tradition, son frère cadet prend les rênes de la famille. Ce dernier, sur les conseils d'Akreman, sa belle-sœur, confie Mango aux soins du féticheur qui ne réussit qu'à faire empirer son état de santé. 
La fille de Mango, vivant à Abidjan, conduit son père dans un centre de santé où Mango, suivi et traité, guérit totalement. Mango épouse devant le maire Adjoba, tandis que sa belle-sœur Akreman fomente des plans machiavéliques contre lui. Aidée par le féticheur, Akreman, décide d'empoisonner Mango et son frère, son héritier légal, afin de faire main basse sur tous leurs biens.

## Fiche technique
- Titre : Adja Tio : À cause de l'héritage
- Réalisation : Jean-Louis Koula
- Production :
- Pays d'origine : Côte d'Ivoire
- Format : Couleurs
- Durée : 90 minutes
- Date de sortie : 1981

## Distribution
- Daniel Adje
- Victor Couzyn
- Anne Kakou
- Albertine N'Guessan